# Gare de Saint-Pé-de-Bigorre
Gare de Saint-Pé-de-Bigorre vasútállomás Franciaországban, Saint-Pé-de-Bigorre településen.

## Vasútvonalak
Az állomást az alábbi vasútvonalak érintik:
- Toulouse–Bayonne-vasútvonal

## Kapcsolódó állomások
A vasútállomáshoz az alábbi állomások vannak a legközelebb:
- Gare de Montaut - Bétharram
- Gare de Lourdes